# Football League 1905–06
Mùa giải 1905-06 là mùa bóng thứ 35 của The Football League.

## Sự kiện
Sau sự gia tăng số câu lạc bộ tham dự các giải bóng đá Anh từ 36 lên 40, và với việc Doncaster Rovers đã bị xuống hạng từ giải hạng hai, bốn câu lạc bộ mới được tham dự các giải thuộc Liên đoàn bóng đá, cùng với Stockport County. Các câu lạc bộ mới là: Chelsea, Hull City, Leeds City và Clapton Orient. Crystal Palace đã được thành lập trong năm đó nhưng thất bại trong việc tranh cử tham dự giải bóng đá Anh bởi chỉ có một phiếu bầu và thay vào đó bắt đầu sự tồn tại của họ ở giải Nam.
Bristol City, đội duy nhất không thuộc Liên đoàn bóng đá Nam London, mà của bóng đá Birmingham vào thời điểm đó, được thăng hạng Nhất vì là nhà vô địch.
Tháng 3 năm 1906 - Aston Villa đã ký hợp đồng với Herbert Kingaby từ Clapton Orient, với khoản phí không được tiết lộ là 300 bảng (năm 2012: 24.000 bảng)

## Danh hiệu
| Giải                  | Vô địch        |
| --------------------- | -------------- |
| Hạng nhất             | Liverpool (2)  |
| Hạng nhì              | Bristol City   |
| Cúp FA                | Everton (1)    |
| Các nhà vô địch thuộc | Anh & Scotland |

Ghi chú = Số trong ngoặc là số chức vô địch mà câu lạc bộ đã giành được. * Chỉ ra kỷ lục mới cho giải đấu.

## Bảng xếp hạng

### Hạng nhất
| STT | Câu lạc bộ              | ST | T  | H  | B  | BT | BB | Tỷ lệ BT-BB | Điểm |
| --- | ----------------------- | -- | -- | -- | -- | -- | -- | ----------- | ---- |
| 1   | Liverpool               | 38 | 23 | 5  | 10 | 79 | 46 | 1.717       | 51   |
| 2   | Preston North End       | 38 | 17 | 13 | 8  | 54 | 39 | 1.385       | 47   |
| 3   | The Wednesday           | 38 | 18 | 8  | 12 | 63 | 52 | 1.212       | 44   |
| 4   | Newcastle United        | 38 | 18 | 7  | 13 | 74 | 48 | 1.542       | 43   |
| 5   | Manchester City         | 38 | 19 | 5  | 14 | 73 | 54 | 1.352       | 43   |
| 6   | Bolton Wanderers        | 38 | 17 | 7  | 14 | 81 | 67 | 1.209       | 41   |
| 7   | Birmingham              | 38 | 17 | 7  | 14 | 65 | 59 | 1.102       | 41   |
| 8   | Aston Villa             | 38 | 17 | 6  | 15 | 72 | 56 | 1.286       | 40   |
| 9   | Blackburn Rovers        | 38 | 16 | 8  | 14 | 54 | 52 | 1.038       | 40   |
| 10  | Stoke                   | 38 | 16 | 7  | 15 | 54 | 55 | 0.982       | 39   |
| 11  | Everton                 | 38 | 15 | 7  | 16 | 70 | 66 | 1.061       | 37   |
| 12  | Woolwich Arsenal        | 38 | 15 | 7  | 16 | 62 | 64 | 0.969       | 37   |
| 13  | Sheffield United        | 38 | 15 | 6  | 17 | 57 | 62 | 0.919       | 36   |
| 14  | Sunderland              | 38 | 15 | 5  | 18 | 61 | 70 | 0.871       | 35   |
| 15  | Derby County            | 38 | 14 | 7  | 17 | 39 | 58 | 0.672       | 35   |
| 16  | Notts County            | 38 | 11 | 12 | 15 | 55 | 71 | 0.775       | 34   |
| 17  | Bury                    | 38 | 11 | 10 | 17 | 57 | 74 | 0.770       | 32   |
| 18  | Middlesbrough           | 38 | 10 | 11 | 17 | 56 | 71 | 0.789       | 31   |
| 19  | Nottingham Forest       | 38 | 13 | 5  | 20 | 58 | 79 | 0.734       | 31   |
| 20  | Wolverhampton Wanderers | 38 | 8  | 7  | 23 | 58 | 99 | 0.586       | 23   |

### Hạng nhì
| STT | Câu lạc bộ           | ST | T  | H  | B  | BT | BB | Tỷ lệ BT-BB | Điểm |
| --- | -------------------- | -- | -- | -- | -- | -- | -- | ----------- | ---- |
| 1   | Bristol City         | 38 | 30 | 6  | 2  | 83 | 28 | 2.964       | 66   |
| 2   | Manchester United    | 38 | 28 | 6  | 4  | 90 | 28 | 3.214       | 62   |
| 3   | Chelsea              | 38 | 22 | 9  | 7  | 90 | 37 | 2.432       | 53   |
| 4   | West Bromwich Albion | 38 | 22 | 8  | 8  | 79 | 36 | 2.194       | 52   |
| 5   | Hull City            | 38 | 19 | 6  | 13 | 67 | 54 | 1.241       | 44   |
| 6   | Leeds City           | 38 | 17 | 9  | 12 | 59 | 47 | 1.255       | 43   |
| 7   | Leicester Fosse      | 38 | 15 | 12 | 11 | 53 | 48 | 1.104       | 42   |
| 8   | Grimsby Town         | 38 | 15 | 10 | 13 | 46 | 46 | 1.000       | 40   |
| 9   | Burnley              | 38 | 15 | 8  | 15 | 42 | 53 | 0.792       | 38   |
| 10  | Stockport County     | 38 | 13 | 9  | 16 | 44 | 56 | 0.786       | 35   |
| 11  | Bradford City        | 38 | 13 | 8  | 17 | 46 | 60 | 0.767       | 34   |
| 12  | Barnsley             | 38 | 12 | 9  | 17 | 60 | 62 | 0.968       | 33   |
| 13  | Lincoln City         | 38 | 12 | 6  | 20 | 69 | 72 | 0.958       | 30   |
| 14  | Blackpool            | 38 | 10 | 9  | 19 | 37 | 62 | 0.597       | 29   |
| 15  | Gainsborough Trinity | 38 | 12 | 4  | 22 | 44 | 57 | 0.772       | 28   |
| 16  | Glossop              | 38 | 10 | 8  | 20 | 49 | 71 | 0.690       | 28   |
| 17  | Burslem Port Vale    | 38 | 12 | 4  | 22 | 49 | 82 | 0.598       | 28   |
| 18  | Chesterfield         | 38 | 10 | 8  | 20 | 40 | 72 | 0.556       | 28   |
| 19  | Burton United        | 38 | 10 | 6  | 22 | 34 | 67 | 0.507       | 26   |
| 20  | Clapton Orient       | 38 | 7  | 7  | 24 | 35 | 78 | 0.449       | 21   |